# Paleoantropologija
Paleoantropologija (od grč. παλαιός (paleos) "star, drevan", ἄνθρωπος (antropos) "čovjek", u smislu čovječanstvo, i -λογία (-logija) "diskurs" ili "istraživanje"), znanost koja se bavi istraživanjem drevnih ljudi na temelju fosilnih dokaza u obliku okamenjenih kostiju i otisaka stopala, te kombinira discipline paleontologije i fizičke antropologije.

## Povijest paleoantropologije

### 18. stoljeće
Od vremena Carla Linnéa, čovjekoliki su se majmuni na temelju morfološke sličnosti smatrali čovjekovim najbližim srodnicima. U 19. stoljeću nagađalo se da su najbliži ljudski srodnici bili čimpanze i gorile, te se na temelju prirodne rasprostranjenosti tih stvorenja pretpostavljalo da su ljudi dijelili zajedničkog pretka s afričkim čovjekolikim majmunima i da će se fosili tih predaka pronaći u Africi.

### 19. stoljeće
Pravi početak paleoantropologije može se smjestiti 19. stoljeće kada je došlo do bitnih otkrića koja su omogućila istraživanja čovječje evolucije. Otkriće neandertalaca u Njemačkoj, Huxleyevo djelo Evidence as to Man's Place in Nature, te Darwinovo Podrijetlo čovjeka (The Descent of Man) stvorili su osnove za rana paleoantropološka istraživanja.
Moderno polje paleoantropologije nastalo je u 19. stoljeću otkrićem "čovjeka iz Neanderthala" (istoimeni kostur pronađen je 1856. godine, no bilo je i prethodnih otkrića s dokazima tzv. "pećinskih ljudi" počevši od 1830. godine. Ideja da su ljudi slični nekim čovjekolikim majmunima mnogo je vremena bila očita ljudima, ali ideja biološke evolucije vrsta općenito nije bila legitimirana sve dok Charles Darwin nije objavio Podrijetlo vrsta (On the Origin of Species) 1859. godine.
Iako se Darwin u svojoj prvoj knjizi o evoluciji nije pozabavio pitanjem čovječje evolucije — "svjetlo će biti bačeno na porijeklo čovjeka i njegovu povijest" bilo je sve što je napisao o toj temi — implikacije teorije evolucije bile su jasne tadašnjim čitateljima.
Debate između Thomasa Huxleya i Richarda Owena fokusirale su se na ideju čovječje evolucije. Huxley je uvjerljivo predstavio mnoge sličnosti i razlike između ljudi i čovjekolikih majmuna u svom djelu Dokazi čovjekovog mjesta u prirodi (Evidence as to Man's Place in Nature) iz 1863. godine. Do vremena kada je Darwin objavio svoju vlastitu knjigu na tu temu, Porijeklo čovjeka, to je već bila poznata interpretacija njegove teorije — i interpretacija koja je činila njegovu teoriju vrlo kontroverznom. Čak su i mnogi Darwinovi izvorni pristalice (kao što su Alfred Russel Wallace i Charles Lyell) bili suzdržani pred idejom da su ljudska bića mogla evoluirati svoje naizgled beskrajne mentalne kapacitete i moralni senzibilitet prirodnim odabirom.

### Azija
Prije današnjeg općeg konsenzusa da rod Homo vuče korijene iz Afrike, prirodoslovci 19. stoljeća tražili su njegovo porijeklo u Aziji. Znalo se za takozvane "zmajske kosti" (fosilizirane kosti i zubi) iz kineskih apoteka, ali tek je u ranom 20. stoljeću njemački paleontolog Max Schlosser opisao jedan fosilizirani ljudski zub iz Pekinga. Iako je Schlosser (1903.) bio vrlo pažljiv, identificiravši taj zub samo kao "?Antropoid g. et sp. indet?" nadao se da će se u budućim radovima u Kini otkriti novi antropoid.
Jedanaest godina kasnije, švedski geolog Johan Gunnar Andersson otputovao je u Kinu kao savjetnik pri iskopavanju i uskoro se zainteresirao za "zmajske kosti". On je bio taj koji je 1918. otkrio nalazišta oko Zhoukoudiana, sela oko 50 kilometara jugozapadno od Pekinga. Međutim, zbog rijetkih otkrića u početnim fazama iskapanja, to je nalazište napušteno.
Iskopavanje nije nastavljeno sve do 1921. godine, kada je austrijski paleontolog Otto Zdansky, koji je tek doktorirao u Beču, došao u Peking da bi radio za Anderssona. Zdansky je izveo kratkotrajna iskopavanja na Lokalitetu 1 1921. i 1923. godine i otkrio je samo dva zuba od nekog značaja (jedan pretkutnjak i jedan kutnjak) koje je kasnije uz oprez opisao kao "?Homo sp." (Zdansky, 1927.). Nakon toga Zdansky se vraća u Austriju i zaustavlja sav terenski rad.
Vijesti o zubima fosilnih hominina obradovale su znanstvenu zajednicu u Pekingu i uskoro su oblikovani planovi za pokretanje većeg, sistematičnijeg projekta u Zhoukoudianu. U epicentru uzbuđenja bio je Davidson Black, kanadski anatom koji je radio pri Peking Union Medical Collegeu. Black je dijelio Anderssonov interes, kao i njegov stav da je središnja Azija potencijalni dom za rane ljude. Black je krajem 1926. podnio prijedlog Zakladi Rockefeller za financiranje sustavnih iskopavanja u Zhoukoudianu i uspostavljanje instituta za istraživanje ljudske biologije u Kini.
Projekat Zhoukoudian nastao je u proljeće 1927. i, dvije godine kasnije, službeno je osnovan Kenozojski istraživački laboratorij Geološkog nadzora Kine. Kao prva institucija te vrste, Kenozojski laboratorij otvorio je nove puteve za istraživanje paleogeologije i paleontologije u Kini. Taj je laboratorij bio prethodnik Instituta za paleontologiju kralježnjaka i paleoantropologiju (IVPP) Kineske akademije znanosti, koja u svom modernom obliku postoji od 1949. godine.
Do prvih bitnijih otkrića tog projekta došao je mladi švedski paleontolog, Anders Birger Bohlin, koji je tada radio kao savjetnik terenskog rad u Zhoukoudianu. Pronašao je donji lijevi kutnjak kojeg je Black (1927.) identificirao kao nepogrešivo ljudski (ispravno je uspoređen s prethodnim kojeg je pronašao Zdansky). Kasnije je dobio imeSinanthropus pekinensis. Vijesti o tome isprva su naišle na otpor i mnogi su znanstvenici bili suzdržani po pitanju toga da je jedan zub dovoljno opravdanje za imenovanje nove vrste ranog hominina. Ipak, za nešto više od dvije godine, u zimu 1929. godine, Pei Wenzhong, rukovodtelj terenskog rada u Zhoukoudianu, pronašao je potpun gornji dio lubanje (lat. calvaria) pekinškog čovjeka. 27 godina nakon Schlosserovog prvobitnog opisa, postojanje ranih ljudi u Istočnoj Aziji više nije bila predmet nagađanja, već stvarnost.
Iskopavanja na tom nalazištu nastavljena su i davala su odlične rezultate sve do izbijanja Drugog kinesko-japanskog rata 1937. godine. Decenijska istraživanja urodila su brojnim fosilnim materijalom prapovijesne faune, kao i fosilima hominina. Pronađeno je još 5 potpunih gornjih dijelova lubanje, 9 velikih dijelova lubanje, 6 dijelova lica, 14 nepotpunih donjih čeljusti, 147 izoliranih zuba i 11 postkranijalnih elemenata; procjenjuje se da su to ostaci barem 40 jedinki. Pronađeni su i znaci korištenja vatre u vidu tragova pepela i kostiju i kamenja oštećenih vatrom, iako su neka novija istraživanja izazvala to stanovište. Franz Weidenreich je brzo nakon Blackove preuranjene smrti 1934. došao u Peking i preuzeo na sebe istraživanje primjeraka hominina.
Nakon gubitka ostataka pekinškog čovjeka krajem 1941. godine, istraživački napori u Zhoukoudianu usporeni su, pretežno zbog manjka financiranja. Došlo je do mahnite potrage za nestalim fosilima, koja se nastavila u 1950-ima. Nakon osnivanja Narodne Republike Kine 1949. godine, nastavljena su iskopavanja u Zhoukoudianu. Međutim, zbog političke nestabilnosti i socijalnih nemira u Kini, počevši od 1966. godine, te važnih otkrića u klancu Olduvai i u istočnoj Turkani (Koobi Fora), pozornost paleoantropologa usmjerila se zapadno prema Istočnoj Africi. Iako je Kina ponovo otvorila svoja vrata Zapadu tijekom kasnih 70-ih, nacionalna politika koja je pozivala na samodovoljnost, zajedno s bitnim jezičnim barijerama, osujetile su sve mogućnosti obnovljenih znanstvenih veza. Harvardski je antropolog K. C. Chang naveo, "međunarodna suradnja (u zemljama u razvoju vrlo često krinka za Zapadnu dominaciju) postala je stvar prošlosti" (1977: 139).

### Afrika
U Južnoj Africi 1924. je pronađen važan i rijedak fosil. Profesor Raymond Dart je u kamenolomu vapnenca kod Taunga otkrio neobično dobro očuvan primjerak mlade jedinke (unutarnji odljev lica i mozga) kojeg je nazvao Australopithecus africanus (Australopithecus = južni majmun). Iako mu je mozak bio malen (410 cm³), bio je kružnog oblika, za razliku od onog kod čimpanzi i gorila, te sličniji mozgu modernog čovjeka. Uz to, primjerak je imao kratke očnjake, a veliki otvor (foramen magnum) je imao više anterioran položaj, što ukazuje na dvonožno hodanje.
Sve te osobine uvjerile su Darta da je dijete iz Taunga bilo dvonožni ljudski predak, prelazni oblik između čovjekolikog majmuna i čovjeka. Prošlo je još 20 godina prije nego što su Dartove tvrdnje ozbiljno shvaćene nakon otkrića dodatnih fosila australopiteka u Africi, koji su imali sličnost s njegovim primjerkom. Preovladavajuće stanovište u to vrijeme bilo je da je veliki mozak evoluirao prije dvonožnosti. Smatralo se da je za dvonožno kretanje bila neophodna inteligencija kao kod modernih ljudi.
Koji su faktori doista pokrenuli čovjekovu evoluciju još uvijek je predmet kontroverze. Dartova hipoteza o savanama predlaže da je dvonožnost razvijena prijelazom u stanište savane radi lova. Međutim, noviji dokazi upućuju na to da je dvonožnost postojala i prije savana. Nekoliko antropologa, među njima Bernard Wood, Kevin Hunt i Philip Tobias, proglasili su teoriju o savanama pobijenom. Hipoteza o vodenim majmunima, osmišljena kao odgovor na opažene nedostatke hipoteze o savanama, predlaže da je hodanje kroz vodu, plivanje i ronjenje u potrazi za hranom dalo snažan evolutivni pritisak na pretke roda Homo i da je dijelom odgovorno za odvajanje zajedničkih predaka ljudi od ostalih čovjekolikih majmuna. Većina istraživača u paleoantropologiji ne prihvaća tu ideju.
Danas se australopitecini smatraju posljednjim zajedničkim precima koji su doveli do roda Homo, grupe kojoj pripadaju moderni ljudi. I australopitecini i Homo sapiens dio su tribusa Hominini, ali noviji morfološki podaci izazivaju sumnju u vrstu A. africanus kao izravnog pretka modernog čovjeka.
Australopitecini su se prvobitno na osnovu veličine grupirali kao gracilni i robusni. Robusni tip Australopithecusa preimenovan je u rod Paranthropus (P. robustus iz Južne Afrike, te P. boisei i P. aethiopicus iz Istočne Afrike). Tijekom 1930-ih, kada je Robert Broom opisao prve robusne primjerke, koristio se rod Paranthropus. Tijekom 1960-ih robusni tip premješten je u rod Australopithecus. Nedavni koncenzus predstavlja povratak na prvobitnu klasifikaciju kao odvojeni rod.
Pravo žarište paleoantropološke aktivnosti nalazilo se u istočnoj Africi, u poznatom klancu Olduvai u Tanzaniji. Porodica Leakey postala je ime koje se asociralo s istraživanjem podrijetla čovjeka, posebno s potragom za prvim čovjekom.
Colin Groves i Vratislav Mazák obznanili su 1975. novu vrstu čovjeka, koju su nazvali Homo ergaster.
Ian Tattersall jednom je naveo (Nature 2006, 441:155) da se paleoantropologija ističe kao "grana znanosti [koja] drži svoje primarne podatke tajnim."

## Poznati paleoantropolozi
- Robert Ardrey (1908. – 1980.)
- Lee Berger  (1965. - )
- Davidson Black (1884. – 1934.)
- Robert Broom (1866. – 1951.)
- Michel Brunet (1940. - )
- J. Desmond Clark (1916. – 2002.)
- Carleton S. Coon (1904. – 1981.)
- Raymond Dart (1893. – 1988.)
- Eugene Dubois (1858. – 1940.)
- Johann Carl Fuhlrott (1803. – 1877.)
- Aleš Hrdlička (1869. – 1943.)
- Glynn Isaac (1937. – 1985.)
- Donald C. Johanson (1943.- )
- Kamoya Kimeu (1940.- )
- Gustav Heinrich Ralph von Koenigswald (1902. – 1982.)
- Jeffrey Laitman (1951.- )
- Louis Leakey (1903. – 1972.)
- Meave Leakey (1942.- )
- Mary Leakey (1913. – 1996.)
- Richard Leakey (1944.- )
- André Leroi-Gourhan (1911. – 1986.)
- Kenneth Oakley (1911. – 1981.)
- David Pilbeam
- John T. Robinson (1923. – 2001.)
- Jeffrey H. Schwartz (1948.-)
- Chris Stringer (1947.- )
- Ian Tattersall (1945.- )
- Pierre Teilhard de Chardin (1881. – 1955.)
- Phillip V. Tobias (1925. – 2012.)
- Erik Trinkaus (1948.-)
- Alan Walker (1938.-)
- Franz Weidenreich (1873. – 1948.)
- Milford H. Wolpoff (1942.- )
- Tim D. White (1950.- )

## Unutarnje poveznice
- Evolucija čovjeka

## Vanjske poveznice
- Paleoantropologija u 1990-ima - Eseji James Q. Jacobsa., pristupljeno 31. listopada 2014.
- Fosilni hominidi, pristupljeno 31. listopada 2014.
- Aspekti paleoantropologije, pristupljeno 31. listopada 2014.
- Postajanje čovjekom: Paleoantropologija, evolucija i porijeklo ljudi, pristupljeno 31. listopada 2014.
- Odjel za čovječju evoluciju ~ Institut Max Planck, Leipzig, pristupljeno 31. listopada 2014.